# Sumida (Tokio)
Sumida (墨田区 Sumida-ku?) es un barrio especial de la Metrópolis de Tokio, en Japón. En 2008, tenía una población estimada de 240.296 habitantes, con una densidad de 17.480 personas por km², en un área de 13,75 km². Sumida fue creada el 15 de marzo de 1947, con la fusión de los barrios de Honjo y Mukojima. En otros idiomas, el barrio especial se autodenomina como la "Ciudad de Sumida".
Sumida se encuentra en la parte noreste de la Metrópolis de Tokio. Los ríos Sumida y Arakawa forman parte de sus límites.
Aquí en Sumida se encuentra la estructura más alta de Japón: Tokyo Sky Tree